# Quyền Anh tại Đại hội Thể thao Đông Nam Á 2017
Quyền Anh tại Đại hội Thể thao Đông Nam Á năm 2017 được tổ chức từ ngày 20 đến ngày 24 tháng 8 năm 2017 tại Trung tâm Hội nghị và Triển lãm MATRADE (MECC), Kuala Lumpur, Malaysia.
Giải đấu gồm 6 hạng cân dành cho nam, không tổ chức thi đấu ở nội dung nữ trong kỳ đại hội này. Tổng cộng có 60 vận động viên đến từ 10 quốc gia tham gia tranh tài. 

## Các nội dung
- Hạng dưới ruồi (49kg)
- Hạng ruồi (52kg)
- Hạng gà (56kg)
- Hạng dưới bán trung (64kg)
- Hạng trung (75kg)
- Hạng dưới nặng (81kg)

## Tham dự

### Các quốc gia tham dự
- Brunei
- Campuchia
- Indonesia
- Lào
- Malaysia
- Myanmar
- Philippines
- Singapore
- Thái Lan
- Đông Timor
- Việt Nam

## Tóm tắt huy chương

### Bảng huy chương
| Hạng               | Đoàn               | Vàng | Bạc | Đồng | Tổng số |
| ------------------ | ------------------ | ---- | --- | ---- | ------- |
| 1                  | Thái Lan (THA)     | 2    | 3   | 1    | 6       |
| 2                  | Philippines (PHI)  | 2    | 1   | 2    | 5       |
| 3                  | Indonesia (INA)    | 1    | 1   | 1    | 3       |
| 3                  | Malaysia (MAS)     | 1    | 1   | 1    | 3       |
| 5                  | Singapore (SGP)    | 0    | 0   | 3    | 3       |
| 6                  | Lào (LAO)          | 0    | 0   | 2    | 2       |
| 7                  | Campuchia (CAM)    | 0    | 0   | 1    | 1       |
| 7                  | Việt Nam (VIE)     | 0    | 0   | 1    | 1       |
| Tổng số (8 đơn vị) | Tổng số (8 đơn vị) | 6    | 6   | 12   | 24      |

### Nội dung nam
| Nội dung           | Vàng                                  | Bạc                                 | Đồng                                |
| ------------------ | ------------------------------------- | ----------------------------------- | ----------------------------------- |
| Hạng ruồi nhẹ      | Muhammad Fuad Redzuan · Malaysia      | Thani Narinram · Thái Lan           | Huỳnh Ngọc Tân · Việt Nam           |
| Hạng ruồi nhẹ      | Muhammad Fuad Redzuan · Malaysia      | Thani Narinram · Thái Lan           | Lasavongsy Bounpone · Lào           |
| Hạng ruồi          | Aldoms Suguro · Indonesia             | Tanes Ongjunta · Thái Lan           | Mohamed Hanurdeen Hamid · Singapore |
| Hạng ruồi          | Aldoms Suguro · Indonesia             | Tanes Ongjunta · Thái Lan           | Ian Clark Bautista · Philippines    |
| Hạng gà            | Chatchai Butdee · Thái Lan            | Mario Fernandez · Philippines       | Vilaysack Chansamone · Lào          |
| Hạng gà            | Chatchai Butdee · Thái Lan            | Mario Fernandez · Philippines       | Nak Siek Nin · Campuchia            |
| Hạng bán trung nhẹ | Wuttichai Masuk · Thái Lan            | Sarohatua Lumban Tobing · Indonesia | Leong Jun Hao · Singapore           |
| Hạng bán trung nhẹ | Wuttichai Masuk · Thái Lan            | Sarohatua Lumban Tobing · Indonesia | Charly Suarez · Philippines         |
| Hạng trung         | Eumir Felix Marcial · Philippines     | Pathomsak Kuttiya · Thái Lan        | Richard Oscar Laim · Indonesia      |
| Hạng trung         | Eumir Felix Marcial · Philippines     | Pathomsak Kuttiya · Thái Lan        | Indran Rama Krishnan · Malaysia     |
| Hạng bán nặng      | Marvin John Nobel Tupas · Philippines | Adli Hafid Mohd Pauz · Malaysia     | Muhammad Dinie Hakeem · Singapore   |
| Hạng bán nặng      | Marvin John Nobel Tupas · Philippines | Adli Hafid Mohd Pauz · Malaysia     | Anavat Thongkrathok · Thái Lan      |